# Gonzalo Rehak
Gonzalo Rehak (Bernal (Argentina), 11 de janeiro de 1994) é um futebolista profissional argentino que atua como goleiro.

## Carreira
Gonzalo Rehak se profissionalizou no Independiente, em 2015. Sendo reserva imediato do veterano Damián Albil.

### Independiente
Gonzalo Rehak integrou o Independiente na campanha vitoriosa da Copa Sulamericana de 2017.

## Títulos
Independiente
- Copa Sul-americana: 2017